# 黃毅中
黃毅中（1609－1646），字吉哉，廣東潮州府揭阳县人，明朝政治人物、进士出身。

## 生平
崇禎十六年（1643年）癸未科进士，官户科给事中。南明隆武二年九月叛軍九軍統領劉公顯劫掠揭陽時，同許國佐、邢之桂、謝嘉賓、黃夢選等七十六人遇害。